# British and American Steam Navigation Company

British Queen.

La British and American Steam Navigation Company est une compagnie maritime britannique fondée en 1838 pour exploiter des paquebots sur la ligne transatlantique. Son premier navire est le British Queen mis en service en 1839. Cependant, la compagnie a, l'année précédente, armé le vapeur Sirius de la St. George Steam Packet Company pour deux traversées. En 1840, un deuxième navire, le President, est mis en service. Avec ses deux paquebots, la compagnie espère établir un service transatlantique régulier.
Cependant, l'aventure est de courte durée. En 1841, le President disparaît dans une tempête. La compagnie ne peut alors plus entretenir sa flotte et fait faillite cette même année. Le British Queen est pour sa part vendu au gouvernement belge.